# Olga Bjoner
Olga Bjoner, född 10 december 1887 i Askim, död 25 juni 1969, var en norsk politiker (Nasjonal Samling). Hon var ordförande i bondekvinnebevegelsen 1921–1940.
Bjoner blev medlem i Nasjonal Samling 1940 och var sedan propagandaledare 1940–1941 och sedan ordförande för Nasjonal Samlings Kvinneorganisasjon 1941–1945. Hon bildade Kvinnenes hjelpekorps (KHK) 1944. Hon var inte populär hos Hitler, eftersom hon till skillnad från det tyska nazistpartiet ansåg att kvinnliga nazister var jämlika med män och borde kunna uppnå samma politiska poster som de. 
Hon dömdes efter kriget till sex års fängelse för kollaboration och frigavs 1948. 
Olga Bjoner utgav sin självbiografi 1955. 